# 毛边金腰
毛边金腰（学名：Chrysosplenium lanuginosum var. pilosomarginatum）为虎耳草科金腰属下的一个变种。

## 扩展阅读
- 維基物種上的相關：毛边金腰